# 安曇野市立豊科南小学校
安曇野市立豊科南小学校（あづみのしりつとよしなみなみしょうがっこう）は、長野県安曇野市豊科にある市立小学校。

## 沿革
- 1873年（明治6年） - 豊科村に成新学校開校[1]。
- 1876年（明治9年） - 豊科学校と改称[1]。
- 1887年（明治20年） - 豊科尋常小学校となる[1]。
- 1888年（明治21年） - 一郡一校の南安曇高等小学校を豊科村に設置し、分校を東穂高村、明盛村、梓村に置く[2]。
- 1892年（明治25年） - 豊科村外4ヵ村組合立高等小学校設置（南穂高村、烏川村、科布村、高家村）[1]。
- 1909年（明治42年） - 豊科高等尋常小学校となり、高等科を併設[3]。
- 1941年（昭和16年）4月1日 - 国民学校令に基づき、豊科国民学校と改称。
- 1947年（昭和22年）4月1日 - 学制改革により、豊科町立豊科小学校となる。
- 1967年（昭和42年）4月1日 - 豊科小学校と高家小学校が統合し、豊科町立豊科南小学校となる。
- 2005年（平成17年）10月1日 - 南安曇郡豊科町・穂高町・三郷村・堀金村と東筑摩郡明科町が合併して安曇野市となったことに伴い、安曇野市立豊科南小学校に改称。

## 学区
- 安曇野市豊科、豊科高家の各一部[4]

## 卒業後の進路
卒業生は公立中学校に進学する場合、基本的に豊科南中学校へ進学する。

## 交通
- JR大糸線南豊科駅から 約1.3km